# جامع بديع السموات والأرض (الأنبار)
جامع بديع السموات والأرض من مساجد العراق الحديثة، ويقع في منطقة الملعب قرب سوق سلالة، في قضاء الرمادي في محافظة الأنبار، والجامع مستلم من قبل ديوان الوقف السني في العراق وحالته مضبوطة، وبني في عام 1423هـ/2002م، حيث شيد على نفقة المتبرع (شاكر عبد شهاب)، وتبلغ مساحتهُ 800م2، ويحتوي الحرم على مصلى تبلغ مساحته 600م2، ويتسع لأكثر من 500 مصل، والحرم مستطيل الشكل بطول 30م وعرض 20م، ويرتفع السقف حوالي 5م، وقد زينت جدرانه من الداخل بآيات من القرآن، وتقام فيه صلاة الجمعة وصلاة العيدين والصلوات الخمس، وفي المصلى محفل للقراء ومنبر للخطابة صنع كلاهما من الخشب الصاج، ومقابل الحرم توجد فسحة طارمة مسقفة، ومن ملحقات الجامع دار سكن مخصصة للإمام والخطيب.